# Paraplatoides
Paraplatoides (Zabka, 1992) è un genere di ragni appartenente alla famiglia Salticidae.

## Etimologia
Il nome è composto dal prefisso greco παρά-, parà-, che significa "presso", "vicino", "accanto", dall'aggettivo  πλατύς, platys, che significa "piatto", "appiattito" e dal suffisso  -οἶδες, -oìdes, che significa "somigliante a", "simile a".

## Distribuzione
Delle sette specie oggi note di questo genere, sei sono state rinvenute in Australia (prevalentemente nel Queensland e nel Nuovo Galles del Sud); la P. caledonicus è endemica della Nuova Caledonia.

## Tassonomia
A giugno 2011, si compone di sette specie:
- Paraplatoides caledonicus (Berland, 1932) — Nuova Caledonia
- Paraplatoides christopheri Zabka, 1992 — Queensland
- Paraplatoides darwini Waldock, 2009 — Australia occidentale
- Paraplatoides hirsti Zabka, 1992 — Australia meridionale
- Paraplatoides longulus Zabka, 1992 — Queensland
- Paraplatoides niger Zabka, 1992 — dal Nuovo Galles del Sud alla Tasmania
- Paraplatoides tenerrimus (L. Koch, 1879)[2] — Queensland